# Judenfrei

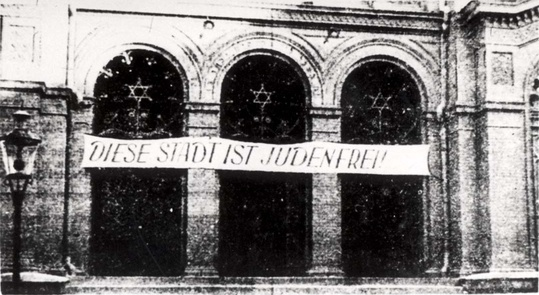
La grande synagogue de Bydgoszcz en Pologne occupée. L'inscription indique : « Cette ville est libre de Juifs. »

Judenfrei [ˈjuːdn̩ˌfʁaɪ] est un terme allemand employé sous le Troisième Reich, pendant la Shoah, pour signifier qu'un endroit est « libre de Juifs », par exécution ou par déportation. Sa première apparition remonte à la fin du XIXe siècle en Allemagne.
L'adjectif judenrein [ˈjuːdn̩ˌʁaɪn], d'un sens comparable, a une résonance plus forte : il veut dire qu'une ville ou un pays, dans l'Europe sous domination nazie, est « nettoyé de ses Juifs ».
Ainsi le Luxembourg est-il déclaré judenfrei par la propagande nazie le 17 octobre 1941, tout comme le territoire de Babrouïsk trois semaines plus tard, après les massacres et la liquidation du ghetto au mois de novembre. L'Alsace et la ville de Berlin sont quant à elles déclarées judenrein.

## Origine
Cette terminologie apparaît pour la première fois à la fin du XIXe siècle sous la plume du pamphlétaire antisémite Theodor Fritsch, fondateur du Germanenorden, qui prône l'avènement d'une Allemagne « sans Juifs ». Fritsch l'emploie en 1888 dans le Centralorgan der deutschen Antisemiten pour appeler à la création d'un théâtre sans participation juive. Peu après, face à l'expansion du Bäder Antisemitismus,  l'hebdomadaire politique Die Welt (Herzl) (en) fondé par Theodor Herzl publie en 1899 un article intitulé Die erste Liste der Judenfreien Sommerfrischen ist soeben erschienen (« La première liste des villégiatures d'été sans Juifs vient de paraître »).

## Lieux déclarésjudenfreioujudenrein

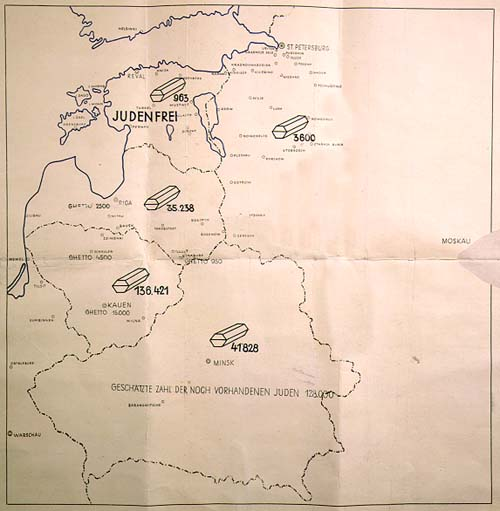
Carte adressée par Stahlecker à Heydrich le 31 janvier 1942 pour illustrer l'avancée de l'Einsatzgruppe A en Estonie (judenfrei), Lettonie, Lituanie, Biélorussie et Russie. Au centre de chaque pays, le nombre de Juifs assassinés est indiqué à côté d'un cercueil. En bas du document, une phrase signale que 128 000 sont encore en vie.

- Gelnhausen (Allemagne), judenfrei le 1er novembre 1938, après la fermeture de la synagogue et l'expulsion de la communauté juive.
- Bydgoszcz (Pologne), judenfrei en décembre 1939.
- L'Alsace, déclarée judenrein par le Gauleiter Robert Wagner en juillet 1940.
- Le territoire de Voïvodine, judenfrei le 19 août 1941.
- Le Luxembourg, judenfrei le 17 octobre 1941[2].
- L'Estonie, judenfrei en décembre 1941-janvier 1942.
- La Serbie, judenfrei en mai 1942.
- Vienne, déclarée judenfrei par Alois Brunner le 9 octobre 1942.
- Berlin, judenrein le 19 mai 1943.
- Thessalonique, judenrein en août 1943.
- Erlangen (Allemagne), judenfrei en 1944.